# Agrypnus zietzi
Agrypnus zietzi là một loài bọ cánh cứng trong họ Elateridae. Loài này được Blackburn miêu tả khoa học năm 1895.